# Kopań (Isergebirge)
Der Kopań (deutsch: Hüttenbusch) ist ein 757 m hoher Berg im schlesischen Teil des Isergebirges in Polen. Der Kopań liegt im Zackenkamm in der  Gmina Stara Kamienica.

## Beschreibung
Der Gipfel ist vollständig mit Nadelwald bewachsen. Der Berg besteht aus Graniten und Gneisen sowie Quarzen. Ein gblau markierter Wanderweg verläuft von Rybnica über den Gipfel nach Świeradów-Zdrój.